# Zoheir El Ouarraqe
Zoheir El Ouarraqe (Suresnes, 8 maggio 1991) è un lottatore francese, specializzato nella lotta libera.

## Biografia
È stato allenato da Jacomelli Damien dal 2004.
Ai Giochi del Mediterraneo di Mersin 2013 ha vinto la medagli d'oro nella categoria 55 chilogrammi.
Ha vinto la medaglia di bronzo agli europei di Vantaa 2014 nel torneo della categoria fino a 57 chilogrammi.

## Palmarès
- Europei

Vantaa 2017: bronzo nella lotta libera 57 kg.
- Giochi del Mediterraneo

Mersin 2013: oro nella lotta libera 55 kg.